# نيناد بيروفيتش
نيناد بيروفيتش هو لاعب كرة قدم صربي في مركز الهجوم، ولد في 2 يونيو 1993 في بلغراد في صربيا. لعب مع راد بيوغراد.

## وصلات خارجية
- نيناد بيروفيتش على موقع قاعدة بيانات كرة القدم.إي يو (الإنجليزية)
- نيناد بيروفيتش على موقع Soccerway.com (الإنجليزية)